# Хирсень (комуна)
Хирсень, Хирсені (рум. Hârseni) — комуна у повіті Брашов в Румунії. До складу комуни входять такі села (дані про населення за 2002 рік):
- Копечел (655 осіб)
- Мелініш (87 осіб)
- Мерджинень (291 особа)
- Себеш (682 особи)
- Хирсень (545 осіб) — адміністративний центр комуни

Комуна розташована на відстані 169 км на північний захід від Бухареста, 47 км на захід від Брашова.

## Населення
За даними перепису населення 2002 року у комуні проживали 2260 осіб.
Національний склад населення комуни:
| Національність | Кількість осіб | Відсоток |
| -------------- | -------------- | -------- |
| румуни         | 2176           | 96,3%    |
| цигани         | 80             | 3,5%     |
| угорці         | 2              | 0,1%     |
| німці          | 2              | 0,1%     |

Рідною мовою назвали:
| Мова      | Кількість осіб | Відсоток |
| --------- | -------------- | -------- |
| румунська | 2176           | 96,3%    |
| циганська | 80             | 3,5%     |
| угорська  | 2              | 0,1%     |
| німецька  | 2              | 0,1%     |

Склад населення комуни за віросповіданням:
| Релігія        | Кількість осіб | Відсоток |
| -------------- | -------------- | -------- |
| православні    | 2064           | 91,3%    |
| адвентисти     | 102            | 4,5%     |
| греко-католики | 91             | 4,0%     |
| мусульмани     | 2              | 0,1%     |
| бретрени       | 1              | < 0,1%   |